# Onnen
Onnen – wieś w Holandii, w prowincji Groningen, w gminie Haren.